# Paradoxopsyllus rhombomysus
Paradoxopsyllus rhombomysus är en loppart som beskrevs av Li Kueichen, Huang Guiping et Sun Qing 1987. Paradoxopsyllus rhombomysus ingår i släktet Paradoxopsyllus och familjen smågnagarloppor. Inga underarter finns listade i Catalogue of Life.